# 安乗漢
安乗漢（アン・スンハン、朝: 안승한、1992年1月25日 - ）は、大韓民国のソウル特別市出身の元プロ野球選手（捕手）。

## 経歴

### KT時代
2014年に文相澈、安重烈、金秉熙、沈佑俊とともにKTの特別指名を受けた。当時KTは新生チームの資格で、各チームの2次ラウンド1指名後に5人を追加で指名することができた。
2014年はKTが一軍に加盟していなかったため二軍生活に終始した。シーズン成績は37試合50打数17安打（2本塁打）3割4分0厘13打点OPS1.002。
2015年はロッテ・ジャイアンツからトレードで移籍してきた張成宇が主戦捕手となり、バックアップも金鐘民と尹耀涉が務めたため一軍に昇格出来なかった。
同年終了後、社会服務要員として3年間軍服務を行う。2018年シーズン終盤に除隊されてチームに復帰した。
2019年6月13日に初めて一軍に上がり、翌日の守備固めで初出場。そして6月15日の三星ライオンズ戦の9回表に迎えた一軍初打席で安打を放った。さらに後続の適時打で初得点も記録した。同年は主にウィリアム・クエバスの専用捕手としてプレーした。
2020年は許道煥と李弘救がトレードで加入したことにより、一軍出場がなかった。
2021年シーズン終盤の10月13日に柳元相、李弘救、李輔根、金到賢などとともにウェーバー公示されKTを退団した。

### 斗山時代
2022年1月19日に斗山の入団テストに合格し、年俸3200万ウォンの単年契約で入団した。
同年7月10日に一軍登録され、その日のLGツインズ戦での代打出場で斗山デビュー（結果は空振り三振）。同28日のロッテ・ジャイアンツ戦で移籍後初のスタメン出場を記録すると、3回裏の2死満塁の状況でチャーリー・バーンズの144 km/hの初球ストレートをレフト前に打ち返し、2019年9月21日の水原での三星ライオンズ戦以来1041日ぶりにして移籍後初安打及び同年8月16日の水原での三星戦以来1077日ぶりの打点をそれぞれ記録した。
2024年オフに現役を引退し、斗山のフロントに入った。

## 詳細情報

### 年度別打撃成績
| 年 度    | 球 団    | 試 合 | 打 席 | 打 数 | 得 点 | 安 打 | 二 塁 打 | 三 塁 打 | 本 塁 打 | 塁 打 | 打 点 | 盗 塁 | 盗 塁 死 | 犠 打 | 犠 飛 | 四 球 | 敬 遠 | 死 球 | 三 振 | 併 殺 打 | 打 率 | 出 塁 率 | 長 打 率 | O P S |
| -------- | -------- | ----- | ----- | ----- | ----- | ----- | -------- | -------- | -------- | ----- | ----- | ----- | -------- | ----- | ----- | ----- | ----- | ----- | ----- | -------- | ----- | -------- | -------- | ----- |
| 2019     | KT       | 36    | 47    | 44    | 4     | 6     | 1        | 0        | 0        | 7     | 5     | 0     | 0        | 1     | 0     | 1     | 0     | 1     | 13    | 1        | .136  | .174     | .159     | .333  |
| 2022     | KT       | 30    | 39    | 36    | 5     | 12    | 3        | 0        | 0        | 15    | 8     | 0     | 0        | 1     | 0     | 2     | 0     | 0     | 12    | 0        | .333  | .368     | .417     | .785  |
| 2023     | 斗山     | 22    | 27    | 24    | 1     | 5     | 0        | 0        | 0        | 5     | 1     | 1     | 0        | 0     | 0     | 2     | 0     | 1     | 10    | 0        | .208  | .296     | .208     | .505  |
| 2024     | 斗山     | 4     | 5     | 5     | 0     | 1     | 0        | 0        | 0        | 1     | 0     | 0     | 0        | 0     | 0     | 0     | 0     | 0     | 1     | 0        | .200  | .200     | .200     | .400  |
| KBO：4年 | KBO：4年 | 92    | 118   | 109   | 10    | 24    | 4        | 0        | 0        | 28    | 14    | 1     | 0        | 2     | 0     | 5     | 0     | 2     | 36    | 1        | .220  | .267     | .257     | .524  |

### 背番号
- 11 （2014年 - 2015年）
- 30 （2018年）
- 5 （2019年 - 2020年）
- 9 （2021年）
- 20 （2022年 - 2024年）